# Hallands militärhistoriska museum
Hallands militärhistoriska museum (till 2023 Garnisons- och luftvärnsmuseet) är ett försvarshistoriskt museum i Halmstad som ingår i Sveriges Militärhistoriska Arv, SMHA. Museet bygger på traditionerna från nedlagda Hallands regemente och förvaltar Armémuseums luftvärnssamling. År 1913 inrättades det första regementsmuseet vid Landalasjön.

## Museet
Museet disponerar lokaler på ca 700 m2 och finns sedan 2023 i Skedalahed i Halmstad.

## Utställningsområden (urval)
- Hallands krigshistoria
- Kronologisk utställning över den militära närvaron i Halland
- Luftvärnet